# Moduł brzmieniowy

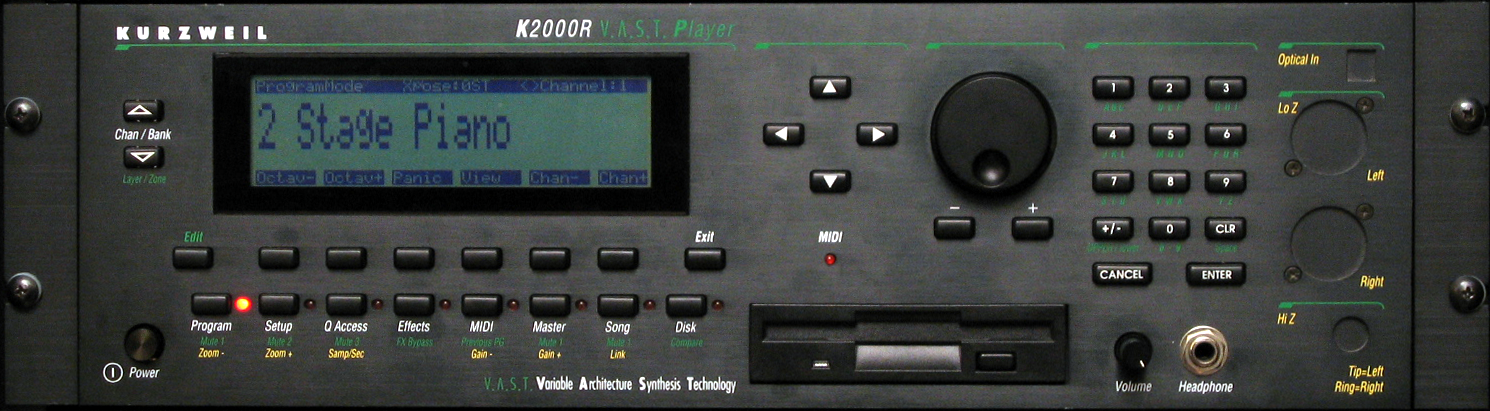
Syntezator Kurzweil K2000R w wersji rack

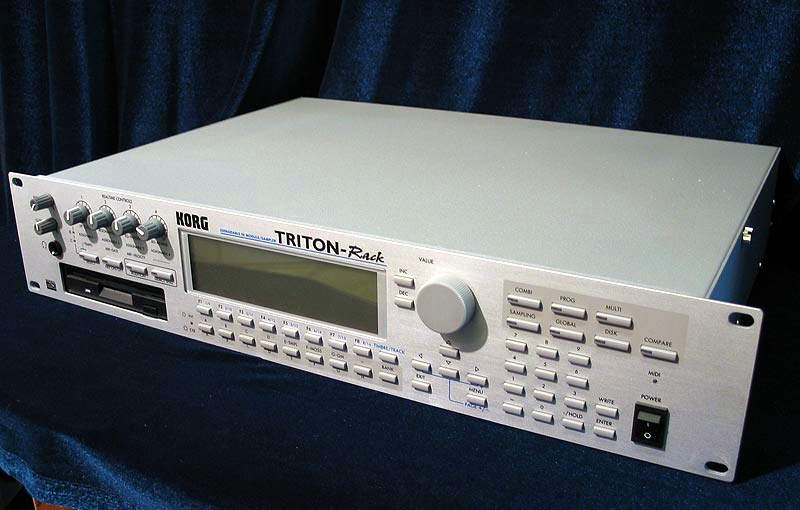
Syntezator Korg Triton Rack

Moduł brzmieniowy – urządzenie służące jako syntezator w kartach dźwiękowych, mające postać układu scalonego. Jest podłączane do instrumentów muzycznych za pomocą portów MIDI. W pamięci tego urządzenia przechowywane mogą być wzory dźwięków, np. gitary, fortepianu. Moduł brzmieniowy nie posiada klawiatury, ale istnieje możliwość jej podłączenia, dzięki czemu może być używany jako całkowicie funkcjonalny instrument muzyczny. 
Występuje on również w postaci odrębnego urządzenia (np. Yamaha Motif ES Rack, Korg Triton Rack, Kurzweil K2000R), zazwyczaj dostosowanego do montażu w szafie rack.
Moduł brzmieniowy jest także elementem na przykład syntezatora oraz keyboardu odpowiedzialnym za wydobycie dźwięku.